# Jean-Louis de la Corne de Chaptes
Jean-Louis de la Corne de Chaptes est né le 23 octobre 1666 à Chaptes dans la province d’Auvergne (aujourd'hui village de la commune de Beauregard-Vendon, dans le Puy-de-Dôme) en France et est mort le 6 mai 1732 à Montréal au Canada. Il arriva en Nouvelle-France en 1685 et y passa sa vie comme militaire, sauf pour un voyage en France. Il fit une belle carrière militaire, fut plusieurs fois blessé, mais il ne fit pas fortune.
Il fonda une des plus importantes familles en Nouvelle-France, et ses quatre fils eurent beaucoup de réussites. Un de ses fils, Louis de la Corne, était non seulement un bon soldat mais un bon marchand de fourrures. Un autre de ses fils, Luc de la Corne, devint un des hommes les plus prospères de la Nouvelle-France. Un troisième fils, François-Josué de la Corne Dubreuil fut un soldat et marchand. Tous les quatre reçurent l'Ordre de Saint-Louis comme leur père Jean-Louis.[style à revoir]